# 마거릿 코트니
마거릿 코트니(영어: Margaret Courtenay, 1923년 11월 14일 ~ 1996년 2월 15일)는 영국 웨일스의 배우이다.
카디프에서 태어났으며 런던에서 사망하였다. 로열 셰익스피어 컴퍼니의 일원이었다.

## 영화
- 스칼렛 (1994년)
- 거울 살인 사건 (1992년)
- 듀엣 포 원 (1987년)
- 휴먼 독 (1980, Oh! Heavenly Dog)
- 거울 살인 사건 (1980년)
- 나! 나는 버지니아 울프가 두렵다 (1978년)
- 인크레더블 사라 (1976년)
- 맨발의 이사도라 (1968년)
- Z 카스 (1962년)